# Jakthundarna
Jakthundarna (Canes Venatici på latin) är en stjärnbild på norra stjärnhimlen.
Den är en av de 88 moderna stjärnbilderna som erkänns av den Internationella Astronomiska Unionen.
Stjärnan Cor Caroli är del i asterismen Jungfruns diamant som också innehåller Denebola i Lejonet, Spica i Jungfrun och Arcturus i Björnvaktaren.

## Historik
Klubban som blev två hundar
Den antike astronomen Ptolemaios inkluderade i sitt samlingsverk Almagest stjärnorna i Jakthundarna i stjärnbilden Stora björnen, Alfa Venaticorum var "28 of Ursa Major" och Beta Venaticorum var "29 Ursa Major".
Under medeltiden skedde emellertid ett misstag vid översättningen från grekiska till arabiska av Ptolemaios samlingsverk. I texten representerade några av Björnvaktarens stjärnor dennes påk. Ordet för påk (Κολλοροβος) översattes med “spjutskaft med krok” (“al-`aşā dhāt al-kullāb”). När den arabiska texten i sin tur skulle översättas till latin förväxlade översättaren ”kullāb” med ”kilāb”, som betyder “hundar.”
1533 avbildade den tyske astronomen Peter Apian Björnvaktaren med två hundar på sin stjärnkarta och på 1600-talet fullbordade den polske astronomen Johannes Hevelius översättningsmisstaget genom att bestämma hundarnas position på himlen. Den norra hunden fick heta Asterion (“liten stjärna” på grekiska) och den södra Chara (“glädje”). Chara blev senare namnet på Beta Venaticorum.

## Stjärnor

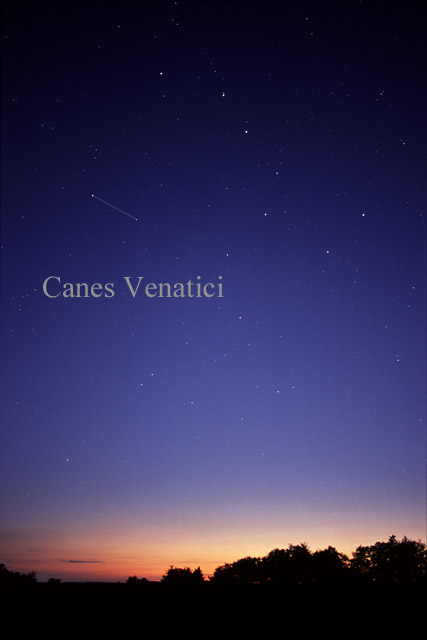
Stjärnbilden Jakthundarna (Canes Venatici) som den kan ses med blotta ögat.

I konstellationen finns också två variabler som bildat prototyp för sin typ: AM Canum Venaticorum och RS Canum Venaticorum.
- α - Cor Caroli (Alfa Canum Venaticorum) är den ljusstarkaste stjärnan i Jakthundarna med en magnitud som varierar 2,84–2,98. Namnet var från början Col Caroli Regis Martyris och anspelar på Karl I av England.
- β - Chara är en dvärgstjärna i huvudserien av magnitud 4,26.
- La Superba (Y Canum Venaticorum) är en av stjärnhimlens rödaste stjärnor. Sitt egennamn fick den av den italienske astronomen Angelo Secchi på grund av sitt vackra utseende. Den är en halvregelbunden variabel som varierar i magnitud 4,8–5,9.

## Djuprymdsobjekt

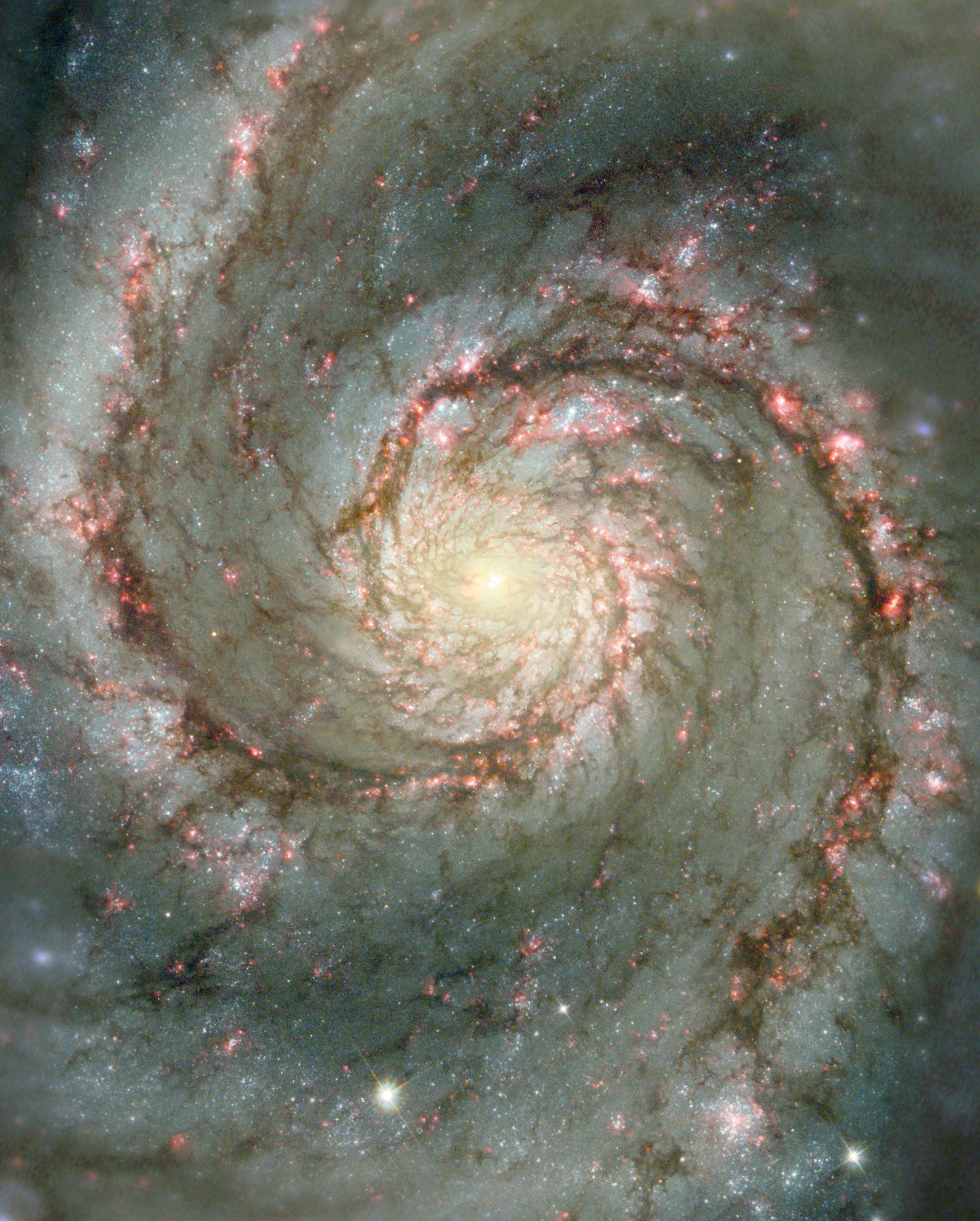
Malströmsgalaxen (M51) fotograferad av Hubbleteleskopet.

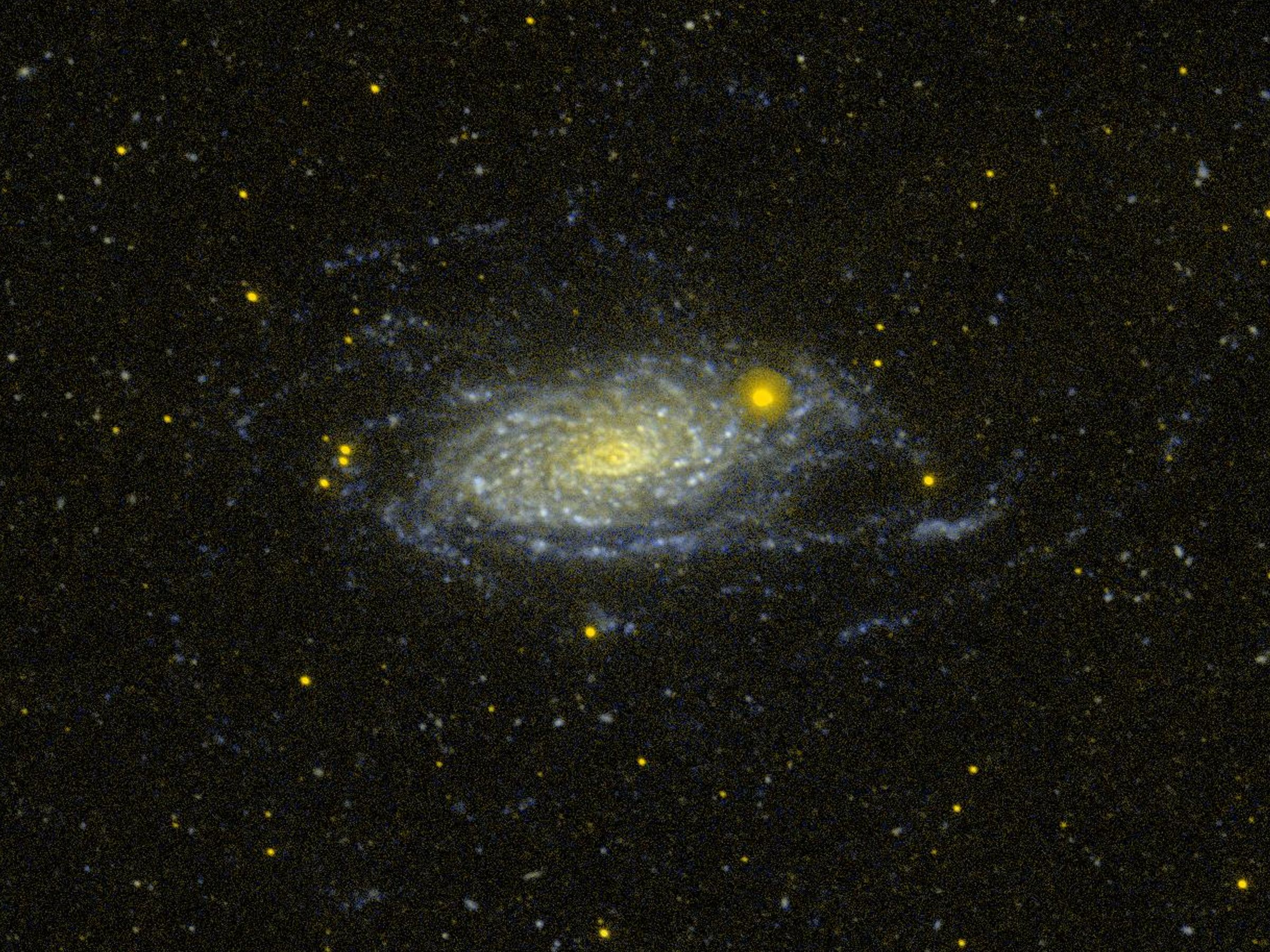
Solros-galaxen (M63).

Det finns gott om intressanta objekt i Jakthundarna. Här är några exempel.

### Stjärnhopar
- Messier 3 (NGC 5272) är en klotformig stjärnhop, en av de största och ljusstarkaste på stjärnhimlen. Den innehåller ungefär en halv miljon stjärnor och har magnitud 6,2.

### Galaxer
- Malströmsgalaxen (Messier 51, NGC 5194 eller Whirlpoolgalaxy på engelska) är en spiralgalax. Det var den första galaxen med spiralstruktur som observerades, 1773.
- Solrosgalaxen (Messier 63 eller NGC 5055) är också en spiralgalax och ingår i samma galaxgrupp som M51.
- Messier 94 (NGC 4736) är en spiralgalax som ibland klassificeras som stavgalax.
- Messier 106 (NGC 4258) är en seyfertgalax med magnitude 9,1.
- NGC 4244 (Caldwell 26) är en spiralgalax.
- NGC 4449 (Caldwell 21) är en oregelbunden galax .
- NGC 4631 (Caldwell 32) är en spiralgalax.
- NGC 5005 (Caldwell 29) är en spiralgalax.